# Wizna

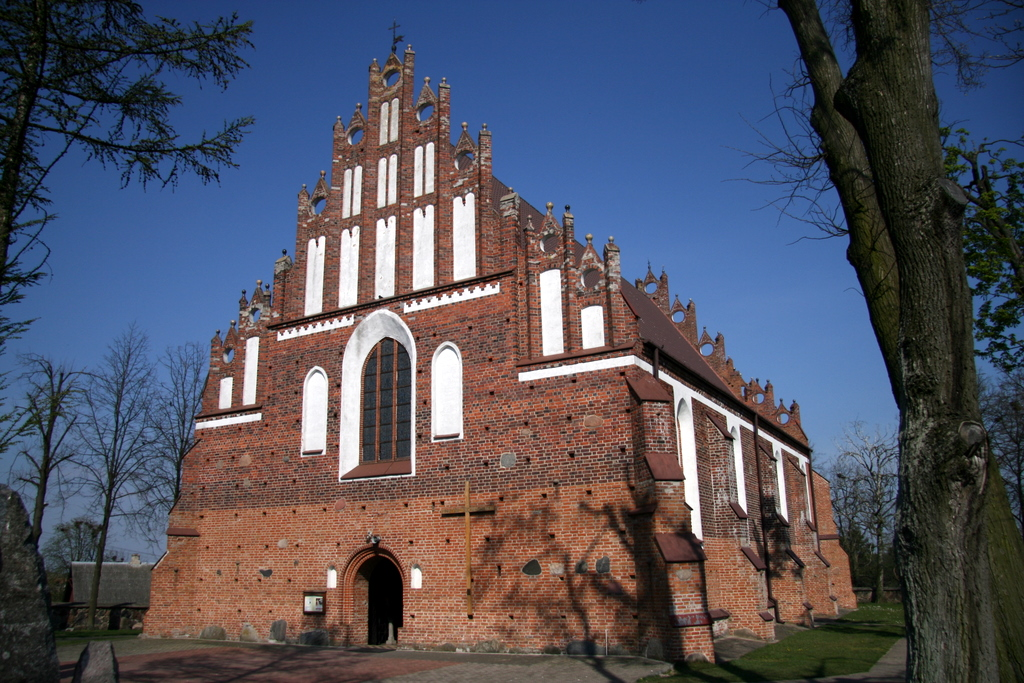
Sankt Johannes Döparens kyrka i Wizna.

Wizna är en by i Podlasiens vojvodskap i nordöstra Polen. Floden Biebrza flyter genom orten.